# Demba Touré
Demba Touré (Dakar, Senegal, 31 de diciembre de 1984) es un futbolista senegalés. Juega de volante y actualmente está sin club.

## Selección nacional
Ha sido internacional con la Selección de fútbol de Senegal, ha jugado 5 partidos internacionales y ha marcado 3 goles.

## Clubes
| Club              | País    | Año       |
| ----------------- | ------- | --------- |
| Olympique de Lyon | Francia | 2002-2003 |
| Grasshoppers      | Suiza   | 2004-2005 |
| Dynamo de Kiev    | Ucrania | 2006-2007 |
| Grasshoppers      | Suiza   | 2007-2009 |
| Stade de Reims    | Francia | 2009-2010 |